# Imperi colonial francès
França va tenir possessions colonials, en diverses formes, des de començaments del segle xvii fins als anys 1960. Al punt més alt, entre 1919 i 1939, el segon imperi colonial francès s'estenia per més de 13.500.000 km² de terra. Incloent la metròpoli França, l'àrea total de terra sota sobirania francesa tenia 13.500.000 km² en la dècada del 1920 i la dècada del 1930, el 10.0% de la superfície terrestre.

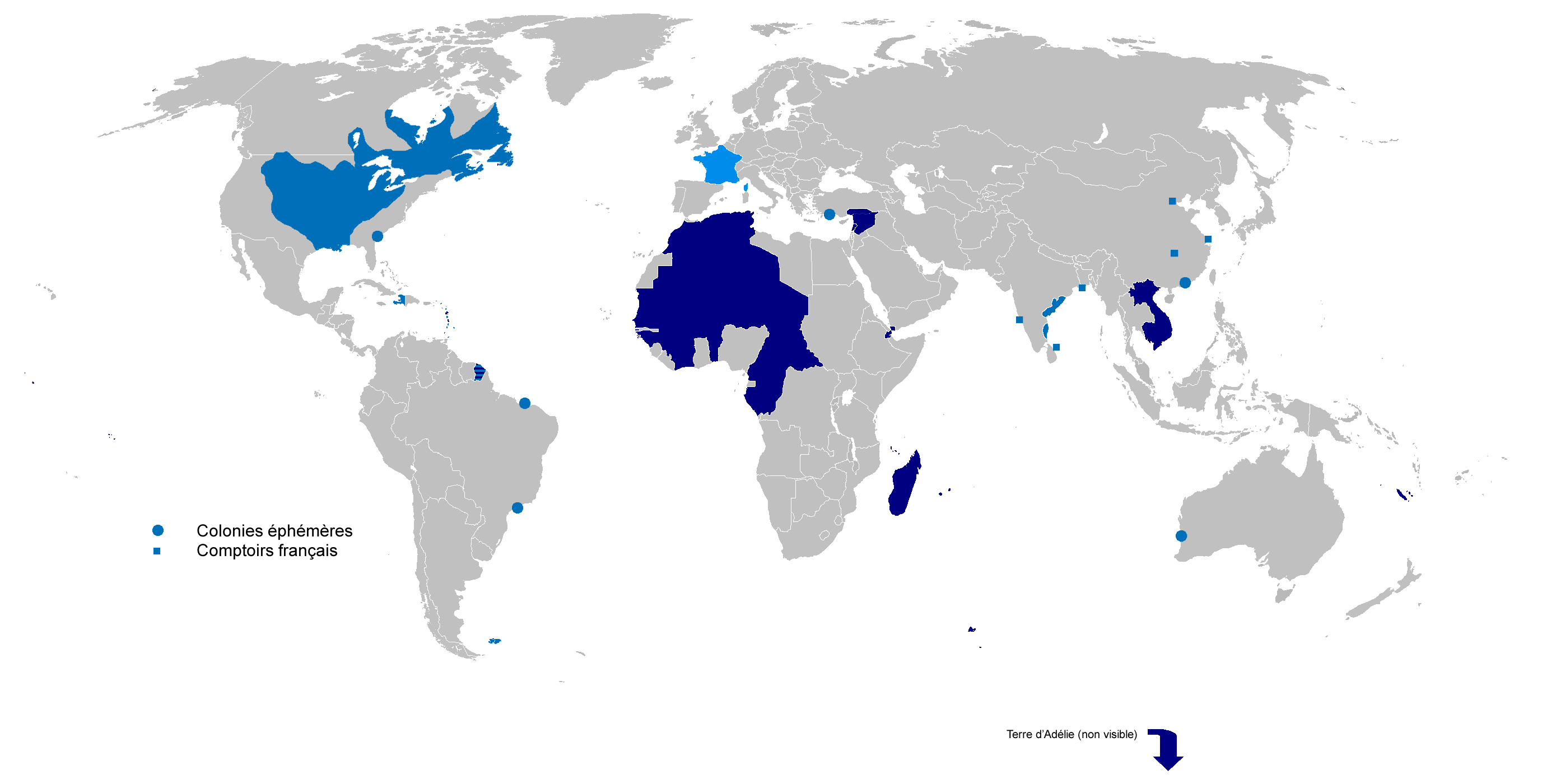
Les àrees en color blau indiquen els territoris que en un moment o altre han format part de l'Imperi Colonial Francès a través de la història.

Actualment el que en queda d'aquest gran imperi són centenars d'illes i arxipèlags localitzats en l'Atlàntic nord, el Carib, l'oceà Índic, el Pacífic Sud, el Pacífic Nord i l'oceà Antàrtic, i també un territori continental a Amèrica del Sud, totalitzant juntes 123.150 km², la qual cosa representa només l'1% de l'àrea de l'imperi colonial francès anterior al 1939, amb 2.900.000 persones vivint-hi el 2019. Totes aquestes gaudeixen de representació política total a nivell nacional, i també varien els graus d'autonomia legislativa i formen part de la Regió ultraperifèrica de la Unió Europea. La major part de l'Imperi va estar controlat per les Forces Colonials Franceses.

## El primer imperi colonial francès

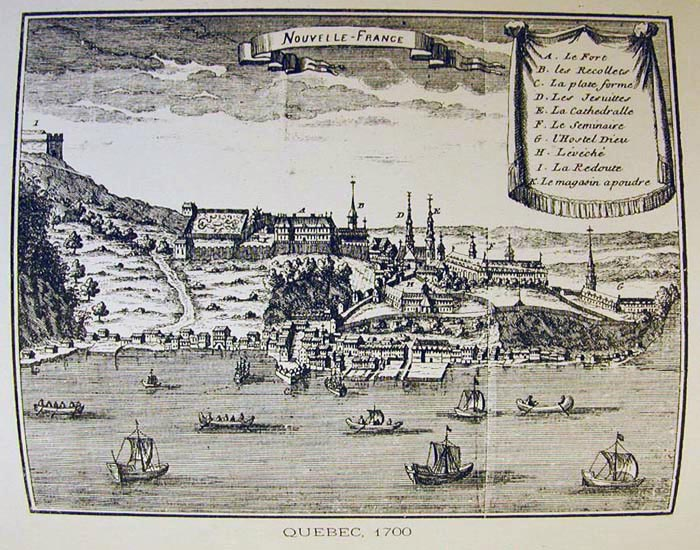
El Quebec fou la Nova França

Els francesos van arribar al Nou Món com exploradors a la recerca d'una ruta a l'oceà Pacífic i riquesa. Les exploracions franceses a Amèrica del Nord es van iniciar durant el regnat de Francesc I de França. El 1524 va ser enviat Giovanni da Verrazzano, italià d'origen, a explorar la regió entre la Florida i l'illa de Terranova per trobar una ruta a l'oceà Pacífic. Verrazano va anomenar Francesca i Nova França als territoris entre Nova Espanya i Terranova i Labrador, per tal de promoure els interessos francesos. Deu anys més tard, Francesc I envia Jacques Cartier a explorar la costa de Terranova i el riu Sant Llorenç. L'agost de 1541, aquest grup estableix una colònia fortificada, batejada com Charlesbourg-Royal, sobre l'emplaçament de l'actual districte de Cap-Rouge a la ciutat de Quebec, però, més tard, es decidirà abandonar el lloc a causa de les malalties, el clima execrable i l'hostilitat dels autòctons. La ubicació precisa d'aquesta colònia va ser per molt temps un misteri per als historiadors fins al descobriment, l'agost de 2006, de les seves restes arqueològiques. Així, els primers viatges de Giovanni dona Verrazano i Jacques Cartier al segle xvi, com els freqüents viatges de pescadors francesos als Grans Bancs de Terranova al llarg d'aquell segle, van ser els precursors de la història de l'expansió colonial francesa. Però la gelosa protecció d'Espanya del seu imperi a Amèrica, i les ruptures causades en la mateixa França per les Guerres de Religió en els últims anys del segle xvi, va prevenir qualsevol esforç consistent de França per establir colònies. Els intents francesos de fundar colònies al Brasil, el 1555 a Rio de Janeiro (la proclamada França Antàrtica) i el 1612 a São Luís (la proclamada França Equinoxial), i a la Florida no va ser reeixida, a causa de la vigilància i la prevenció portuguesa i espanyola.
La història de l'imperi colonial de França va començar en realitat el 27 de juliol de 1605, amb la fundació de Port Royal, a la colònia d'Acàdia a Amèrica del Nord, en el que és ara Nova Escòcia, Canadà. Ja uns anys abans, Samuel de Champlain havia fet el seu primer viatge al Canadà en una missió de comerç de pells. Tot i que no comptava amb un mandat oficial pel que fa a aquest viatge, redactà una carta i escrigué, al seu retorn a França, una rendició de comptes titulada Des sauvages (relació de la seva estada en una tribu innu prop de Tadoussac). Després, el 1608, Samuel de Champlain va fundar Ciutat de Quebec, la qual es convertiria en la capital de l'enorme, però escassament poblada, colònia comerciant de pell de Nova França (anomenada també Canadà).a
El cardenal Richelieu, que es va convertir en el primer ministre de Lluís XIII de França el 1623, va dotar França d'una política colonial, ocupant sobretot les Petites Antilles, Saint-Domingue, Guyana i Senegal. Per donar suport a Samuel de Champlain a Nova França i mantenir la posició del Quebec, va fundar la Companyia de Nova França el 1627, després va retornar el Canadà a l'autoritat francesa de Champlain pel Tractat de Saint-Laye, després de la presa de la colònia de Saint-Germain. Germans Kirke el 1629. Aquest èxit va permetre a la colònia desenvolupar-se després i convertir-se en el centre de la cultura francòfona a Amèrica del Nord.
Encara que a través de les aliances amb diverses tribus natives americanes, els francesos van ser capaços d'exercir cert control sobre gran part del continent nord-americà, les àrees de població francesa estaven limitades a la vall del riu Sant Llorenç. Abans de l'establiment del Consell Sobirà de 1663, els territoris de Nova França es van desenvolupar com a colònies mercantils. És només després de l'arribada de l'intendent Jean Talon, que França va donar a les seves colònies americanes els mitjans apropiats per a desenvolupar les colònies de població comparables a la dels britànics. Però hi va haver relativament poc interès en el colonialisme a França, la qual es va concentrar més en el domini dins d'Europa, i per a la major part de la història de Nova França, fins al Canadà va estar lluny per darrere de les colònies britàniques nord-americanes en població i en desenvolupament econòmic. La mateixa Acàdia va ser cedida als britànics en el Tractat d'Utrecht el 1713.
El 1699, els reclams territorials francesos a Amèrica del Nord es van expandir encara més, amb la fundació de Louisiana, a la conca del riu Mississipi. L'extensa xarxa comercial al llarg de la regió la va connectar al Canadà a través dels Grans Llacs, i va ser mantinguda a través d'un vast sistema de fortificacions, moltes d'elles centrades en el camp d'Illinois i en l'actual Arkansas.

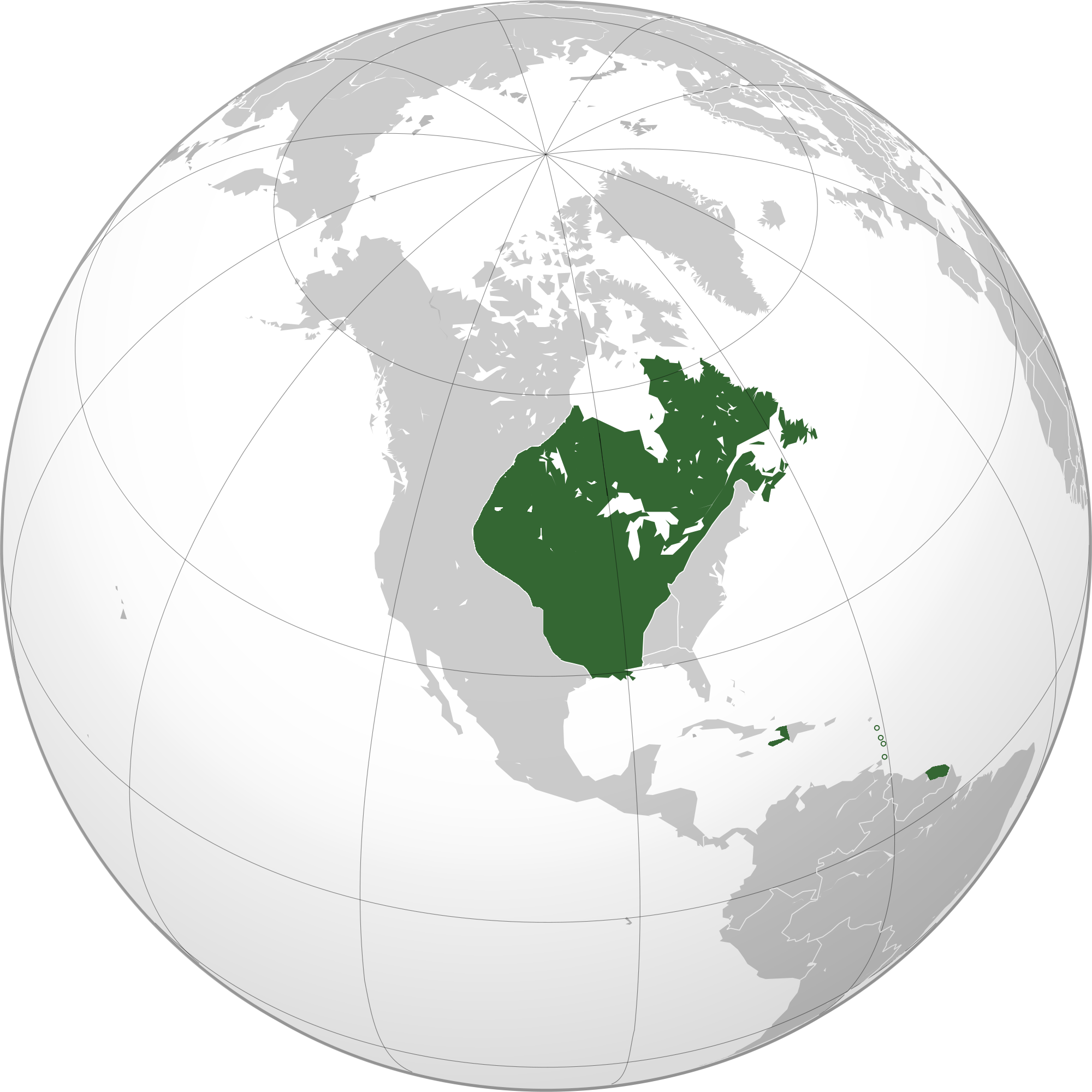
Extensió de la Nova França i de la Louisiana francesa

Mentre l'imperi francès a Amèrica del Nord s'expandia, els francesos van començar també a construir un imperi més petit però més rendible en les Índies Occidentals. La població al llarg de la costa sud-americana en el que és avui la Guaiana Francesa, va començar el 1624 i es va fundar una colònia a San Cristóbal el 1627 (l'illa va haver de ser compartida amb els anglesos fins al Tractat d'Utrecht el 1713, quan va ser cedida totalment). La Compagnie des Îles de l'Amérique va fundar colònies a  Guadalupe i Martinica el 1635, i una colònia es va fundar més tard a Santa Llúcia al (1650). Les plantacions productores d'aliments d'aquestes colònies van ser construïdes i sostingudes a través de l'esclavitud, amb el subministrament d'esclaus dependents del comerç d'esclaus africans. La resistència local dels pobles "indis" americans van resultar en l'Expulsió del Carib de 1660.
La possessió colonial caribenya més important no va arribar fins al 1664, quan la colònia de Saint-Domingue (avui Haití) va ser fundada en la meitat oest de l'illa hispana de l'Espanyola. Al segle xviii, Saint-Domingue va créixer per a ser la colònia sucrera més rica del Carib. La part oriental de l'Espanyola (avui República Dominicana) també va estar sota domini francès per un curt període, després de ser lliurada per Espanya a França el 1795.
L'expansió colonial francesa no estava limitada al Nou Món, no obstant. Al Senegal, a l'Àfrica occidental, els francesos van començar a establir factories al llarg de la costa el 1624. El 1664, La Companyia Francesa de les Índies Orientals va ser establerta per competir pel comerç a l'est. Les colònies estaven establertes a l'Índia a Chandernagore, a Bengala (1673) i Pondicherry al sud-est (1674), i més tard a Yanaon (1723), Mahe (1725), i Karikal (1739). Es van fundar també colònies a l'oceà Índic, a la Île Bourbon (Reunió, 1664), Île de France (Maurici, 1718), i les Seychelles (1756).

## El conflicte colonial amb Gran Bretanya
Al segle xviii una sèrie de conflictes colonials van començar a sorgir entre França i Gran Bretanya, que finalment va tenir com a resultat la destrucció de la major part de l'imperi colonial francès. Aquestes guerres van ser la Guerra de Successió d'Àustria (1744-1748), Guerra dels Set Anys (1756-1763), la Guerra de la Revolució Americana (1778-1783), les Guerres Revolucionàries Franceses (1793-1802) i les Guerres Napoleòniques (1803-1815). Fins i tot pot ser vist més enrere en el temps per a la primera de les guerres franceses i índies. Aquest conflicte cíclic que es coneix com la Segona Guerra dels Cent Anys.
Encara que la Guerra de Successió d'Àustria va ser decisiva, tot i els èxits francesos a l'Índia en virtut del Governador General Joseph François Dupleix i a Europa sota el mariscal Saxe, després d'èxits francesos a Menorca i Amèrica del Nord, va tenir una derrota francesa, amb la superioritat numèrica britànica (més d'un milió contra 50 mil colons francesos) van conquerir no només la Nova França (amb exclusió de les petites illes de Saint-Pierre i Miqueló), però també la majoria de l'oest de França, l'Índia (Carib), les colònies, i tots els llocs d'avançada índia francesa. Tot i que el tractat de pau va donar llocs d'avançada índies de França, i les illes caribenyes de Martinica i Guadalupe foren restaurades a França, la competència per la influència a l'Índia havia estat guanyada pels britànics, i Amèrica del Nord fou perdut del tot - la major part de Nova França va ser presa pel Regne Unit (també es coneix com a Amèrica del Nord Britànica, amb excepció de Louisiana, que França va cedir a Espanya com a pagament per l'entrada tardana d'Espanya en la guerra (i com a compensació per l'annexió de la Gran Bretanya de la Florida espanyola). També va cedir als britànics Granada i Santa Llúcia.
El més important de l'imperi colonial francès americà va ser fet durant la intervenció francesa a la Guerra d'Independència dels Estats Units, Santa Llúcia va tornar a França pel Tractat de París el 1783, però no hi havia gairebé tant com s'esperava en el moment de la intervenció francesa. Un gran desastre va arribar al que quedava de l'imperi colonial de França el 1791, quan Santo Domingo (el terç occidental de l'illa caribenya de l'Espanyola), la colònia més rica i més important de França, va ser dividit per una revolta massiva d'esclaus, causada en part per les divisions de l'illa, que havia resultat de la Revolució Francesa de 1789. Els esclaus van celebrar la seva pròpia victòria contra els francesos, espanyols, britànics i opositors, i finalment van aconseguir la independència d'Haití el 1804 (Haití es va convertir en la primera república negre al món, molt abans que qualsevol de les futures nacions d'Àfrica, encara que no va ser fins al segle xix que els europeus van començar a establir colònies a l'Àfrica). Mentrestant, la guerra es va reprendre amb Gran Bretanya, va donar com a resultat la captura britànica de pràcticament totes les colònies franceses restants. Aquestes van ser restablertes a la Pau d'Amiens el 1802, però quan la guerra es va reprendre el 1803, els britànics aviat les va recapturar. La recompra de França de la Louisiana el 1800 no va arribar a res, ja que l'èxit final de la revolta d'Haití havia convençut els francesos que Louisiana no valdria la pena pel seu cost, la qual cosa va resultar la seva venda als Estats Units el 1803 (la Compra de Louisiana). L'intent francès d'establir una colònia a Egipte el 1798-1801 no va tenir èxit.

## El segon imperi colonial francès
Al final de les Guerres Napoleòniques la majoria de les colònies de França van ser restaurades per l'Imperi Britànic, en particular,  Guadalupe i Martinica en les Antilles, la Guaiana Francesa a la costa d'Amèrica del Sud, diversos llocs comercials al Senegal, l'illa Bourbon (Reunió) a l'oceà Índic, i unes petites possessions a les Índies de França. Però Gran Bretanya finalment es va annexionar Santa Lucia, Trinitat i Tobago, les Illes Seychelles, i la Île de France (Illa Maurici).
El segon imperi colonial francès es va iniciar el 1830 amb la colonització d'Algèria durant el regnat de Carles X de França, que va ser conquerida en els següents 17 anys. Durant el Segon Imperi, encapçalat per Napoleó III, es va fer un intent d'establir un protectorat de tipus colonial a Mèxic, però això va arribar a poc, i els francesos es van veure obligats a abandonar la prova després de la fi de la Guerra Civil Americana, quan el president dels Estats Units, Andrew Johnson, va invocar la Doctrina Monroe i va reconèixer Benito Pablo Juárez García com a legítim president. Aquesta intervenció francesa a Mèxic va durar des del 1861 fins al 1867, quan França hagué de retirar les tropes en saber que Prússia es preparava per atacar-la.
Al sud-est d'Àsia Napoleó III també es va establir el control francès sobre Cotxinxina (la part més meridional de l'actual Vietnam, incloent-hi Saigon) el 1867 i el 1874, així com un protectorat sobre Cambodja el 1863. A més, França tenia una esfera d'influència durant el segle xix i el segle XX al sud de la Xina, incloent-hi una base naval a Kuangchow (Guangzhou) de la Badia.
Va ser només després de la Guerra francoprussiana de 1870-1871 i la fundació de la Tercera República Francesa (1871-1940) que la majoria de les possessions colonials de França es van desenvolupar. Des de la seva base en la Cotxinxina, els francesos es van fer càrrec de Tonkin (en l'actual nord del Vietnam) i Annam (en el modern centre del Vietnam) el 1884-1885. Aquests, juntament amb Cambodja i Cotxinxina, va formar la Indoxina francesa el 1887 (a la qual Laos es va agregar el 1893, i Kwang-Chou-Wan el 1900). El 1849 la concessió francesa de Xangai es va establir, que va durar fins al 1946.
La influència es va estendre també al nord d'Àfrica establint el Protectorat francès de Tunísia el 1881 pel tractat de Bardo. Gran Bretanya i França el 5 d'agost de 1890 van concloure un acord per dividir Àfrica de l'oest entre els dos poders colonials sense consultar als nadius, pel que Gran Bretanya adquiriria tots els territoris fins al Sultanat de Sokoto, que també li correspondria, mentre França agafaria les terres al nord. A poc a poc, el control francès es va constituir en la major part del nord, occidental, Àfrica central i pel canvi de segle (incloent-hi les nacions modernes de Mauritània, el Senegal, Guinea, Mali, Costa d'Ivori, Benín, Níger, el Txad, República Centreafricana, República del Congo), i l'est enclavament de la costa africana de Djibouti (Somàlia Francesa). L'explorador coronel Parfait-Louis Monteil va viatjar des del Senegal fins al llac Txad, el 1890-1892, la signatura de tractats d'amistat i protecció amb els governants de diversos dels països que creuaven, i guanyant molt coneixement de la geografia i la política de la regió.
La Missió Voulet-Chanoines, una expedició militar, va ser enviada des del Senegal el 1898 per conquerir la conca del Txad i unificar tots els territoris francesos a l'Àfrica occidental. Aquesta expedició operada conjuntament amb dues expedicions, la Foureau-Lamy i missions Gentil, que va avançar des d'Algèria i el Congo Mitjà, respectivament. Amb la mort del cabdill musulmà Rabih az-Zubayr, el governant més gran de la regió, i la creació del Territori Militar del Txad el 1900, la Missió Voulet-Chanoines havia aconseguit tots els seus objectius. La crueltat de la missió va provocar un escàndol a París. Com a part del repartiment d'Àfrica, França va tenir l'establiment d'un eix continu d'est a oest del continent com un objectiu, en contrast amb l'eix nord-sud britànica. Això va resultar en l'incident Fashoda, on es va oposar a una expedició dirigida per Jean-Baptiste Marchand per les forces sota el comandament de Kitchener. La resolució de la crisi va ser donar una part al sortir a la llum de l'Entente Cordiale. Durant la Crisi d'Agadir el 1911, el Regne Unit va donar el seu suport a França i el Marroc es va convertir en un protectorat francès pel tractat de Fes.
En aquest moment, les colònies franceses establertes al Pacífic Sud, incloent-hi la Nova Caledònia, establerta en 1853,els grups d'illes diferents que componen la Polinèsia Francesa (incloses les Illes Societat, les Marqueses, Tuamotu el), i va establir el control conjunt de les Noves Hèbrides amb Gran Bretanya.
Els francesos van fer de la seva última colònia guanys importants després de la Primera Guerra Mundial, quan van guanyar els mandats sobre els antics territoris turcs de l'Imperi Otomà que conformen el que avui és Síria i el Líban, així com la majoria de les antigues colònies alemanyes de Togo i Camerun. Una característica distintiva del projecte colonial francès a finals del segle xix i del segle xx va ser la missió civilitzadora, que el principi era el deure d'Europa per portar la civilització als pobles ignorants. Com a tal, els funcionaris colonials van dur a terme una política de franc-europeïtzació en les colònies franceses, sobretot l'Àfrica occidental francesa. Africans que han adoptat la cultura francesa, incloent-hi l'ús fluid de la llengua francesa i la conversió al cristianisme, se'ls va concedir la ciutadania francesa d'igualtat, incloent-hi el sufragi. Més tard, els residents de les "Quatre Comunes" al Senegal se'ls va concedir la ciutadania en un programa dirigit per l'afro-polític francès Blaise Diagne.

## El col·lapse de l'imperi colonial francès
L'imperi colonial francès va començar a enfonsar-se durant la Segona Guerra Mundial, quan les diferents parts del seu imperi van ser ocupades per potències estrangeres (Japó a la Indoxina, el Regne Unit a Síria, Líban i Madagascar, els EUA i Gran Bretanya al Marroc i Algèria, i Alemanya i Itàlia, a Tunísia). Però, el control va ser restablert gradualment per Charles de Gaulle. La Unió Francesa, inclosa en la Constitució de 1946, va substituir l'antic imperi colonial.
No obstant això, França es va enfrontar immediatament amb els inicis del moviment de descolonització. A l'Àsia, Viet-Minh d'Ho Chi Minh va declarar la independència del Vietnam, a partir de la Guerra franco-vietnamita. Al Camerun, la Unió dels Pobles de la insurrecció de Camerun, es va iniciar el 1955 i dirigit per Ruben Um Nyobe, va ser violentament reprimida.
Quan això va acabar amb la derrota francesa i la retirada del Vietnam el 1954, els francesos gairebé immediatament es van involucrar en un nou conflicte, i fins i tot els conflictes més durs en les seves antigues colònies importants, Algèria. Ferhat Abbas i moviments Messali Hadj havia marcat el període entre les dues guerres, però les dues parts es van radicalitzar després de la Segona Guerra Mundial. El 1945, la massacre de Setif va ser duta a terme per l'exèrcit francès. La guerra d'Algèria es va iniciar el 1954. Algèria va ser particularment problemàtica per als francesos, a causa del gran nombre de colons europeus (o pieds-noirs) que s'havien establert allà en els 125 anys de domini francès. L'adhesió de Charles de Gaulle al poder el 1958 enmig de la crisi en última instància va conduir a la independència d'Algèria amb els Acords d'Evian del 1962. L'incident del Canal de Suez en el 1956 també es mostraren les limitacions del poder francès, com el seu intent de reprendre el canal juntament amb els britànics fou frustrat quan els Estats Units no donaren suport al pla.
La Unió francesa va ser substituïda en la nova Constitució de 1958 per la Comunitat Francesa. Només Guinea va rebutjar per referèndum a prendre part en la nova organització colonial. No obstant això, la Comunitat Francesa es va dissoldre al mig de la guerra d'Algèria, gairebé totes les colònies africanes se'ls va concedir la independència el 1960, arran dels referèndums locals. Algunes poques colònies va optar per seguir sent part de França, en virtut dels estatuts dels departaments d'ultramar (territoris). Els crítics del neocolonialisme van al·legar que la Francàfrica havia substituït el govern directe formal. Argumentar que, tot i que de Gaulle va donar la concessió de la independència d'una banda, va fer per l'altra la creació de nous llaços a través d'ajudes, per Jacques Foccart, el seu conseller per a assumptes africans. Foccart va donar suport, en particular, en la guerra civil de Nigèria, durant la dècada de 1960.

## Els colons francesos
A diferència d'altres llocs d'Europa, França va experimentar nivells relativament baixos de l'emigració a les Amèriques, amb l'excepció dels hugonots a les colònies britàniques i holandeses. No obstant això, l'emigració important de la població catòlica romana, principalment francesa va portar a la liquidació de les províncies d'Acàdia, Canadà i Louisiana, així com colònies en les Índies Occidentals, les illes Mascarenyes i Àfrica.
El 31 de desembre de 1687 una comunitat d'hugonots francesos es van establir al sud d'Àfrica. La majoria d'aquests originalment es van establir a la Colònia del Cap, però des d'aleshores han estat ràpidament absorbits per la població afrikaner. Després de la fundació de Champlain de la ciutat de Quebec el 1608, va esdevenir la capital de la Nova França. Fomentar la solució era difícil, i mentre que alguns d'immigració es va produir, pel 1763 Nova França només tenia una població d'uns 65.000 habitants. Des de 1713-1787, 30.000 colons van emigrar des de França a la Santo Domingo. El 1805, quan els francesos van ser expulsats de St Domingue (Haití) 35.000 colons francesos van rebre terres a Cuba. Dels 40.000 habitants de  Guadalupe, al final del segle xvii, hi havia més de 26.000 negres i 9.000 blancs.
La llei francesa va fer més fàcil per a milers de colons, ètnic o nacional francès de les antigues colònies d'Àfrica septentrional i occidental, l'Índia i Indoxina a viure a la França continental. S'estima que 20.000 colons vivien a Saigon el 1945. 1.600.000 pieds noirs europeus van emigrar d'Alemanya, Algèria, Tunísia i el Marroc. En tan sols uns mesos el 1962, 900.000 algerians francesos van sortir d'Algèria en el desplaçament més massiu de la població a Europa des de la Segona Guerra Mundial. En la dècada de 1970, més de 30.000 colons francesos van deixar Cambodja durant el règim del Khmer Roig, ja que el govern de Pol Pot va confiscar les seves terres i propietats de la terra. El novembre de 2004, diversos milers dels aproximadament 14.000 ciutadans francesos a Costa d'Ivori van abandonar el país després de dies de violència anti-blancs.

## Extensió

### Àfrica
- Algèria
- Madagascar
- Marroc
- Tunísia
- Somàlia Francesa
- Reunió
- Seychelles
- Maurici
- Àfrica Occidental Francesa composta per 
  - Mauritània
  - Senegal
  - Guinea
  - Costa d'Ivori
  - Níger
  - Burkina Faso
  - Benín
  - Mali

- Àfrica Equatorial Francesa composta per 
  - Gabon
  - Moyen-Congo
  - Ubangui-Chari
  - Txad

### Àsia
- Indoxina Francesa integrada per 
  - Cotxinxina (colònia sota administració directa)
  - Tonkín (protectorat)
  - Annam (protectorat)
  - Laos (protectorat) i
  - Cambodja (protectorat).
  - Pondicherry
  - Enclavaments de la Xina
    - Guangzhouwan

### Amèrica Central
- Haití
- Martinica
- Guadalupe

### Amèrica del Sud
- Guaiana Francesa
- França Antàrtica

### Amèrica del Nord
- Nova França
- Louisiana